# Magnus Fornelius
Magnus Fornelius, född 27 februari 1672 i Fornåsa församling, Östergötlands län, död 13 april 1751 i Västra Husby församling, Östergötlands län, var en svensk präst.

## Biografi
Magnus Fornelius föddes 1672 i Fornåsa församling. Han var son till bonden Jon Gudmundsson i Hycklinge och Catharina Ånesdotter. Fornelius studerade i Linköping och blev 24 november 1696 student vid Uppsala universitet. Han prästvigdes 11 september 1699 till komminister i Lönsås församling och blev 1714 kyrkoherde i Västra Husby församling, tillträdde 1715. Fornelius avled 1751 i Västra Husby församling och begravdes 2 maj samma år i Västra Husby kyrka av biskopen Rhyzelius.

### Familj
Fornelius gifte sig 25 januari 1704 med Gertrud Rydelius (1686–1754), dotter till kyrkoherden Johannes Rydelius i Fornåsa församling och Catharina Hornér. De fick tillsammans barnen Johannes Fornelius (1704–1708), Jonas Fornelius (1707–1717), Andreas Fornelius (1708–1717), Catharina Fornelius (född 1710), Laurentius Fornelius (1714–1717), skeppsbyggmästaren Jacob Fornell Fornelius (1717–1769) i Karlskrona, kyrkoherden Magnus Fornelius i Västra Husby församling, Maria Elisabeth Fornelius (1720–1733), Anna Catharina Fornelius (1723–1807), Christina Margareta Fornelius (1726–1781) som var gift med kyrkoherden Andreas Leijman i Västra Husby församling och kyrkoherden Hans Kindblom i Västra Husby församling och Engel Sophia Fornelius som var gift med komministern N. Hammarvik i Ringarums församling och extra ordinarie prästmannen P. Stenstrand.